# Golo sonce
‎
Golo sonce (izvirno angleško The Naked Sun) je drugi znanstvenofantastični roman ameriškega pisatelja Isaaca Asimova v seriji knjig o robotih, izdan leta 1957. Slovenski prevod Borisa Grabnarja je izšel leta 1986 pri Tehniški založbi Slovenije.